# 59e Infanteriedivisie (Wehrmacht)
De 59e Infanteriedivisie (Duits: 59. Infanterie-Division) was een Duitse infanteriedivisie tijdens de Tweede Wereldoorlog. De divisie werd vrij snel na zijn oprichting overgebracht naar de Kanaalkust als kustverdediging, maar geraakt eigenlijk al meteen in de Duitse terugtocht aan het westelijk front. Toen de geallieerden in september 1944 aanvielen richting Arnhem, was de divisie in actie aan de westzijde van de zich vormende saillant. In oktober/november 1944 onderging de divisie Operatie Pheasant en werd teruggedreven over de Maas. Begin december kwam de divisie in actie aan het Akenfront en werd in februari/maart 1945 teruggedreven over de Rijn. De divisie gaf zich over in de westelijke Ruhrkessel in april 1945.

## Krijgsgeschiedenis

### Oprichting
De 59e Infanteriedivisie werd opgericht op 26 juni 1944 op Oefenterrein Groß-Born in Wehrkreis II als onderdeel van de 27. Welle. De divisiestaf kwam voort uit de in maart 1944 opgeheven Infanteriedivisie Milau.

### Westelijk front
De divisie werd tussen 19 en 23 augustus 1944 overgebracht naar de kanaalkust rond Duinkerke en Calais en verving daar de 18e Luftwaffen-Felddivisie. Maar al op 28 augustus werd de divisie gealarmeerd. De geallieerden rukten snel op vanuit Normandië en de divisie nam een opvangstelling in tussen Hesdin en Béthune. Vanaf hier werd de divisie samen met het gehele 15e Leger teruggedrongen naar de Scheldemonding. Van 14 tot 18 september volgde dan een overtocht over de Schelde en daarna werd de divisie ijlings overgebracht naar het gebied rond Son om ingezet te worden tegen de oprukkende geallieerde grondtroepen van Operatie Garden. Tot aan eind september vocht de divisie aan de westkant van de geallieerde saillant en tegen deze tijd lag de divisie van Best tot Dinther. In deze stelling werd de divisie aangevallen in Operatie Colin op 23 oktober 1944 en binnen enkele dagen teruggedrongen naar de Bergsche Maas. Hier werd rond Heusden nog een bruggenhoofd aangehouden, dat door de geallieerden in Operatie Guy Fawkes op 4/5 november 1944 geëlimineerd werd. De divisie bleef op de noordoever van de Bergsche Maas in stelling tot 25 november (en werd deels opgefrist) en werd daarna tot 5 december overgebracht naar het Akenfront, noordelijk van Heinsberg. De divisie verbleef in dit gebied en rond Linnich tot 23 februari 1945. Toen ging de geallieerde Operatie Grenade van start ging, werd ook de divisie teruggedreven en tegen 4 maart 1945 werd de Rijn overgestoken bij Dormagen en Worringen. Op de rechter Rijnoever ging de divisie in stelling, tot de Amerikanen uit het Remagen bruggenhoofd braken en de divisie snel overgebracht werd naar het Siegfront, westelijk van Siegen. De divisie werd nu de Ruhrkessel ingedreven en in de volgende twee weken ging het steeds verder terug naar het noordwesten en kwam uiteindelijk terecht in de westelijke Ruhrkessel. Via Hünsborn, Lindlar en Neumühle ging de terugtocht.

### Het einde
De resten van de 59e Infanteriedivisie gaven zich op 14 april 1945 tussen Wermelskirchen en Burg an der Wupper over aan US-troepen.

## Bovenliggende bevelslagen
| Legerkorps         | Leger          | Legergroep     | Plaats/regio        | Begin                | Eind                 |
| ------------------ | -------------- | -------------- | ------------------- | -------------------- | -------------------- |
| 89e Legerkorps     | 15. Armee      | Heeresgruppe B | Noord-Frankrijk     | 19-23 augustus 1944  | begin september 1944 |
| 86e Legerkorps     | 15. Armee      | Heeresgruppe B | Zeeland             | begin september 1944 | 16 september 1944    |
| 88e Legerkorps     | 15. Armee      | Heeresgruppe B | Brabant             | 17 september 1944    | 25 november 1944     |
| direct onder bevel | 15. Armee      | Heeresgruppe B | Nederland/Duitsland | 25 november 1944     | begin december 1944  |
| XII SS Korps       | 15. Armee      | Heeresgruppe B | Rijnland            | begin december 1944  | medio februari 1945  |
| 81e Legerkorps     | 15. Armee      | Heeresgruppe B | Rijnland            | medio februari 1945  | eind maart 1945      |
| 58e Pantserkorps   | 5. Panzerarmee | Heeresgruppe B | Ruhrgebied          | eind maart 1945      | medio april 1945     |
| XII SS Korps       | 5. Panzerarmee | Heeresgruppe B | Ruhrgebied          | medio april 1945     | 14 april 1945        |

## Commandanten
| Rang            | Naam             | Begin            | Eind             |
| --------------- | ---------------- | ---------------- | ---------------- |
| Generalleutnant | Walter Poppe     | 5 juli 1944      | 28 februari 1945 |
| Oberstleutnant  | Liebe            | 28 februari 1945 | 20 maart 1945    |
| Generalleutnant | Hans-Kurt Höcker | 20 maart 1945    | 14 april 1945    |

Generalleutnant Poppe raakte gewond.

Oberst Liebe was m.d.F.b. (= mit der Führung beauftragt = tijdelijk commandant).

Generalleutnant Höcker ontsnapte uit de Ruhrkessel en werd op 26 april 1945 in het hospitaal in Giesen door Amerikaanse troepen krijgsgevangen gemaakt.

## Samenstelling
- Grenadier-Regiment 1034
- Grenadier-Regiment 1035
- Grenadier-Regiment 1036
- Divisions-Füsilier-Bataillon 59
- Artillerie-Regiment 159
- Divisie-eenheden met nr. 159